# Elizabeth Williams (Pädagogin)
Elizabeth Williams, CBE (* 29. Januar 1895 in London, East of England; † 29. März 1986 in Stevenage, Vereinigtes Königreich) war eine britische Mathematikerin, Pädagogin und Hochschullehrerin.

## Leben und Werk
Williams war das zweite von vier Kindern von Emily Elizabeth (geb. Burton) und von dem Polizeibeamten Ben Larby. Sie besuchte die East Ham Girls’ Grammar School, wo sie mit 16 Jahren die Londoner Immatrikulationsprüfung bestand. Von 1911 bis 1914 studierte sie am Bedford College der University of London. Danach vertrat sie als einzige Frau des Kollegiums einen Lehrer an der Nottingham High School für Jungen. Sie studierte dann bei den Pädagogen John Adams (1857–1934) und Percy Nunn (1870–1944) am Institut für Erziehungswissenschaft an der University of London. 1916 wurde sie zur leitenden Mathematiklehrerin an der Haberdashers’ Aske’s Hatcham Girls’ School in New Cross ernannt.
1922 heiratete sie den Lehrer Richard Williams, mit dem sie als Schulleiterin eine eigene Privatschule eröffnete, da sie als verheiratete Frau an staatlichen Schulen nicht unterrichten durfte. Diese Schule erregte die Aufmerksamkeit von Nunn, was 1931 zu ihrer Ernennung als Dozentin für Pädagogik am King’s College London führte. Dort fertigte sie eine Masterarbeit an mit dem Titel: The geometrical concepts of children from 5-8 years of age.
1935 unterrichtete sie am Goldsmiths College, welches bei Kriegsbeginn nach Nottingham verlagert wurde. Nach Kriegsende und der Ausweitung der Lehrerausbildung wurde sie 1946 Direktorin des neuen City of Leicester College und 1951 Direktorin des Whitelands College, einer der ältesten Hochschuleinrichtungen in England und 1841 als Ausbildungsstätte für Lehrerinnen gegründet.
1956 war sie die erste verheiratete Frau, die Präsidentin der Mathematical Association wurde. Sie setzte sich im Nationalen Beirat für die Ausbildung und Versorgung von Lehrern sowie für die Erweiterung der Lehrerausbildungskurses ein. Für ihre Leistungen wurde sie 1958 mit dem Order of the British Empire ausgezeichnet.
1956 arbeitete sie drei Monate einen nationalen Plan für die Lehrerausbildung in Kenia aus und von 1963 bis 1965 war sie stellvertretende Direktorin der School of Education in Ghana. Danach besuchte sie bis Ende der 1980er Jahre Australien, verschiedene Länder in Afrika, Südostasien, Amerika und organisierte Workshops, hielt Vorträge und beriet Ministerien. Zu ihren Schriften gehörten Lehrbücher für Afrika, Leitfäden für Eltern und Lehrer sowie das mit Hilary Shuard geschriebene Standard-Nachschlagewerk für die Lehrerausbildung Primary mathematics today.
Sie starb am 29. März 1986 im Lister Hospital in Stevenage.

## Veröffentlichungen (Auswahl)
- Oxford Junior Mathematics: Teacher’s, Book 5. 1966.
- mit Hilary Shuard: Primary mathematics today. Longman, London 1970, ISBN 0-582-43029-1.